# Allan Taylor
Allan Taylor (Brighton, 30 settembre 1945) è un cantautore inglese.

## Biografia
Lasciata la scuola a sedici anni cominciò la carriera da professionista facendo da supporter ai Fairport Convention nei loro tour.
Cominciò ad essere notato dopo essersi trasferito negli USA nei primi anni settanta, l'esperienza americana gli procurò un netto cambiamento stilistico che portò a quello che è considerato il suo miglior lavoro: The Traveller del 1978, che gli fruttò il Gran Premio discografico di Montreux, nel 1980, come miglior album folk dell'anno. Sometimes, The Traveller, Roll On the Day e Win or Lose furono stampati al tempo anche In Italia

## Discografia
- 1971 Sometimes
- 1971 The Lady
- 1973 The American Album
- 1976 Cajun Moon
- 1978 The Traveller
- 1980 Roll On the Day
- 1983 Circle Round Again
- 1984 Win or Lose
- 1986 Where Would You Rather Be
- 1988 Lines
- 1989 Aly Bain and Friends
- 1991 Out of Time
- 1993 So Long
- 1995 Faded Light
- 1996 Libertas Ragusa (Mini Disc)
- 1996 Looking for You
- 1997 The Alex Campbell Tribute Concert
- 2000 Colour to the Moon
- 2000 Colour to the Moon (2 CD Box Set)
- 2002 Banjoman CD BG-1420
- 2002 Out of Time
- 2003 Hotels & Dreamers
- 2006 Behind the Mix
- 2007 Old Friends--New Roads
- 2009: Leaving at Dawn (SACD) Stockfisch Records SFR 357.4057.2
- 2010: Songs for the Road (Maxi-SACD) SFR 357.9010.2
- 2010: In the Groove (LP) Stockfisch Records SFR 357.8007.1
- 2012: Down the Years I Travelled (Doppel-CD) (Re-mastered Songs + 1 Bonus track) Stockfisch Records SFR 357.9013.2
- 2013: All is One (CD)

### DVD
- 2009: Live in Belgium (DVD/Blu-ray) SFR 357.7062.2
- 2009: The Endless Highway (DVD/Blu-ray) SFR 357.7063.2
- Taylor, Allan: "We must journey on: Songs of Allan Taylor", Vol.1, 2006
- Taylor, Allan: "We must journey on: Songs of Allan Taylor", Vol.2, 2009

### Partecipazioni
- 1971 All Good Clean Fun
- 1995 Canti randagi